# Rhabdotina
Rhabdotina é um gênero de traça pertencente à família Arctiidae.